# Nikołaj Popow (generał)
Nikołaj Iwanowicz Popow (ros. Никола́й Ива́нович Попо́в, ur. 2 grudnia 1930 we wsi Biełowka w obwodzie samarskim, zm. 16 lipca 2008 w Moskwie) – radziecki generał armii.

## Życiorys
W 1948 wstąpił do szkoły wojskowej w Saratowie, którą ukończył w 1951 i został dowódcą plutonu czołgów, 1955-1959 dowodził kompanią szkolną, 1959-1961 studiował w Akademii Wojsk Pancernych. Od 1953 należał do KPZR, 1961 został dowódcą batalionu, a 1963 zastępcą dowódcy pułku czołgów, 1965-1968 dowodził szkolnym pułkiem czołgów. W lipcu 1970 ukończył Wojskową Akademię Sztabu Generalnego i został dowódcą dywizji, a w sierpniu 1973 szefem sztabu - I zastępcą dowódcy 1 Armii Pancernej, od lipca 1975 do kwietnia 1979 był dowódcą tej armii. Od kwietnia 1979 do października 1981 był szefem sztabu - I zastępcą dowódcy wojsk Dalekowschodniego Okręgu Wojskowego, od października 1981 do września 1984 dowodził wojskami Syberyjskiego Okręgu Wojskowego, a od września 1984 do stycznia 1989 wojskami Turkiestańskiego Okręgu Wojskowego, 1988 otrzymał stopień generała armii. Jako dowódca Turkiestańskiego Okręgu Wojskowego brał udział w dowodzeniu działaniami bojowymi Ograniczonego Kontyngentu Wojsk Radzieckich w Afganistanie. Od stycznia 1989 do marca 1992 był głównodowodzącym, a od marca do czerwca 1992 dowódcą wojsk Kierunku Południowego. Od 25 lutego 1986 do 2 lipca 1990 wchodził w skład Centralnej Komisji Rewizyjnej KPZR.

## Odznaczenia
- Order Lenina
- Order Czerwonego Sztandaru
- Order Czerwonej Gwiazdy
- Order „Za służbę Ojczyźnie w Siłach Zbrojnych ZSRR” II klasy
- Order „Za służbę Ojczyźnie w Siłach Zbrojnych ZSRR” III klasy

I wiele medali.